# Obwód białostocki (Imperium Rosyjskie)

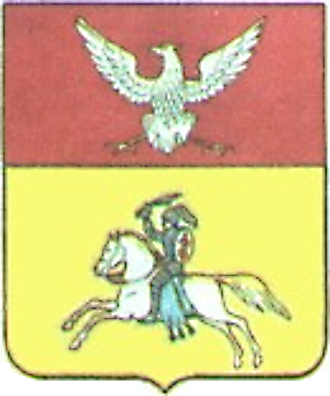
Herb obwodu białostockiego

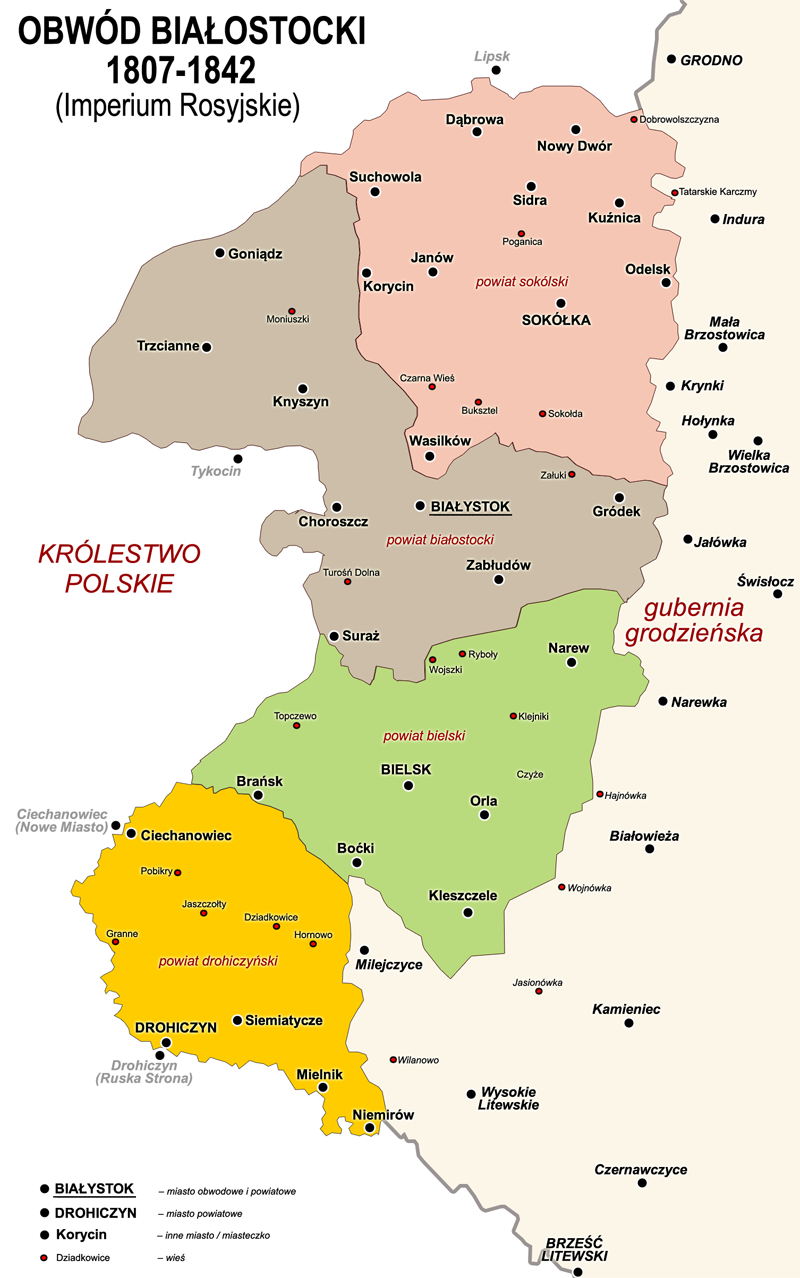
Podział administracyjny 1807-42

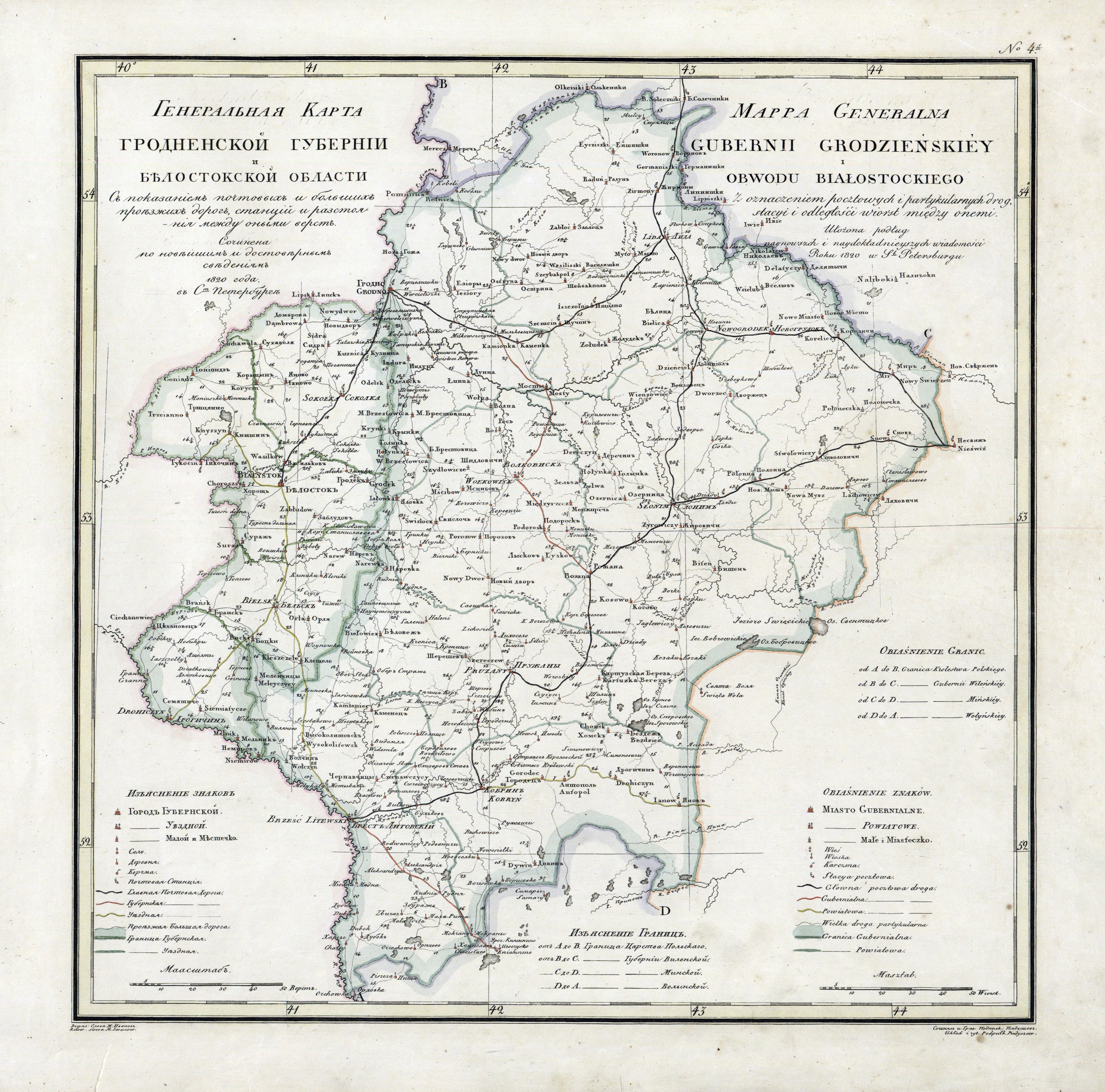
Mapa generalna gubernii grodzieńskiey i obwodu białostockiego, Petersburg 1820

Obwód białostocki (ros. Белостокская область) – jednostka administracyjna Imperium Rosyjskiego, istniejąca w latach 1807–1842.
Obwód utworzono z części byłego departamentu białostockiego Prus Nowowschodnich, przyłączonej do Rosji na mocy traktatu tylżyckiego.
Obwód powstał z dawnych pruskich powiatów: białostockiego i bielskiego, z głównych części drohiczyńskiego (bez Wysokiego Mazowieckiego) i suraskiego (bez Tykocina) oraz z części dąbrowskiego i wigierskiego. Władze rosyjskie podzieliły nową jednostkę administracyjną na 4 powiaty: białostocki, bielski, drohiczyński i sokólski.
Jako obwód na prawach guberni istniał do 1842 roku, kiedy go zlikwidowano, przyłączając jego terytorium do guberni grodzieńskiej.
W obwodzie znalazło się 28 miast:
- 7 w powiecie białostockim: Białystok, Choroszcz, Goniądz, Gródek, Knyszyn, Suraż i Zabłudów (także Trzcianne, od 1800 bez praw miejskich)
- 6 w powiecie bielskim: Bielsk, Boćki, Brańsk, Kleszczele, Narew i Orla (także Rudka, od 1800 bez praw miejskich)
- 5 w powiecie drohiczyńskim: Ciechanowiec[1], Drohiczyn[2], Mielnik, Niemirów[3] i Siemiatycze
- 10 w powiecie sokólskim: Dąbrowa, Janów, Korycin, Kuźnica, Nowy Dwór, Odelsk, Sidra, Sokółka, Suchowola i Wasilków

Niekiedy błędnie podawane w jego zasięgu miasta Jałówka, Krynki, Narewka i Milejczyce oraz Białowieża należały już od III rozbioru do guberni grodzieńskiej (1795-1801 jako słonimskiej).
Od 1819 roku obwód białostocki pozostawał pod naczelnym zarządem administracyjnym wielkiego księcia Konstantego.

## Zaprowadzenie administracji rosyjskiej
Władze pruskie, mając nadzieję na przejściowy charakter postanowień układu w Tylży, uprosiły cesarza rosyjskiego, aby zarządcą Obwodu Białostockiego uczynił kogoś pochodzenia niemieckiego dla uchronienia urzędników pruskich od zemsty krajowców. W istocie cesarz powierzył tę funkcję senatorowi pochodzenia flamandzkiego Ignatiejowi Theylsowi. Theyls pozostawił na swoich funkcjach większość urzędników pruskich. Jednocześnie zatrudnił polskiego doradcę - starostę brańskiego Michała Starzeńskiego, którego mianował marszałkiem obwodu. Starzeński, mimo starań, nie zdołał jednak uchronić przed rabunkową polityką postpruskiej administracji.
Theyls m.in. odkupił od króla pruskiego Pałac Branickich, który stał się jego siedzibą, a potem był siedzibą gubernatorów obwodu.
Wiosną 1810 Theyls otrzymał od cesarza nominację na zarządcę kolejnego nowego nabytu Rosji - tj. Kraju Tarnopolskiego. Gubernatorem obwodu białostockiego mianowany został Semen (Siemion) Szczerbinin.

## Gubernatorzy i wicegubernatorzy
- 1810-1816 gubernator Semen Szczerbinin
- 1816-19 lutego 1842 gubernator Joachim Ignacy Wołłowicz

- 1810-1816 wicegubernator Szczepanowski
- 1816-? wicegubernator Aleksiej Arseniew[6]